# Emilie Haavi
Emilie Bosshard Haavi (født 16. juni 1992) er en norsk fodboldspiller, der spiller som angriber for A.S. Roma og Norges landshold. I 2017 spillede hun for det amerikanske hold Boston Breakers.